# Marko Mlinarić
Marko Mlinarić (Zagabria, 1º settembre 1960) è un ex calciatore croato, era soprannominato il Maradona del Dinamo ed è riconosciuto come una delle leggende della squadra di Zagabria.

## Statistiche

### Cronologia presenze e reti in nazionale

#### Croazia
| Cronologia completa delle presenze e delle reti in nazionale ― Croazia | Cronologia completa delle presenze e delle reti in nazionale ― Croazia | Cronologia completa delle presenze e delle reti in nazionale ― Croazia | Cronologia completa delle presenze e delle reti in nazionale ― Croazia | Cronologia completa delle presenze e delle reti in nazionale ― Croazia | Cronologia completa delle presenze e delle reti in nazionale ― Croazia | Cronologia completa delle presenze e delle reti in nazionale ― Croazia | Cronologia completa delle presenze e delle reti in nazionale ― Croazia |
| Data                                                                   | Città                                                                  | In casa                                                                | Risultato                                                              | Ospiti                                                                 | Competizione                                                           | Reti                                                                   | Note                                                                   |
| ---------------------------------------------------------------------- | ---------------------------------------------------------------------- | ---------------------------------------------------------------------- | ---------------------------------------------------------------------- | ---------------------------------------------------------------------- | ---------------------------------------------------------------------- | ---------------------------------------------------------------------- | ---------------------------------------------------------------------- |
| 17-10-1990                                                             | Zagabria                                                               | Croazia                                                                | 2 – 1                                                                  | Stati Uniti                                                            | Amichevole                                                             | -                                                                      |                                                                        |
| Totale                                                                 |                                                                        | Presenze                                                               | 1                                                                      |                                                                        | Reti                                                                   | 0                                                                      |                                                                        |

## Palmarès

### Club
- Campionato jugoslavo: 1

Dinamo Zagabria: 1981-1982
- Kup Maršala Tita: 2

Dinamo Zagabria: 1979-1980, 1982-1983
- Prva hrvatska nogometna liga: 2

Dinamo Zagabria: 1992-1993, 1995-1996
- Hrvatski nogometni kup: 1

Dinamo Zagabria: 1995-1996

### Individuale
- Calciatore jugoslavo dell'anno: 1

1987